# Compagnie des messageries aériennes
Pour les articles homonymes, voir CMA.

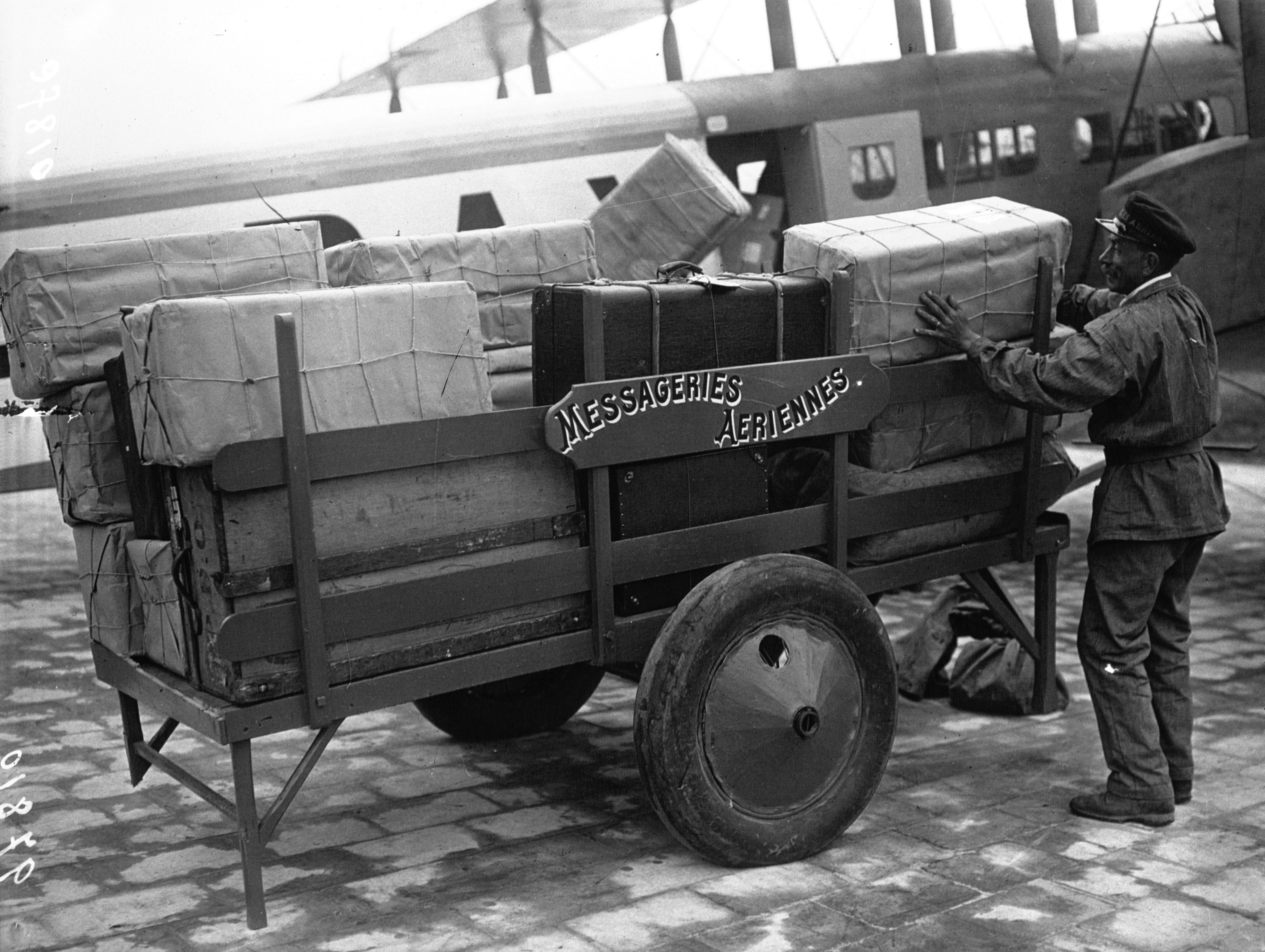
Un chariot à bagages de la Compagnie des messageries aériennes à l'aéroport du Bourget en 1922.

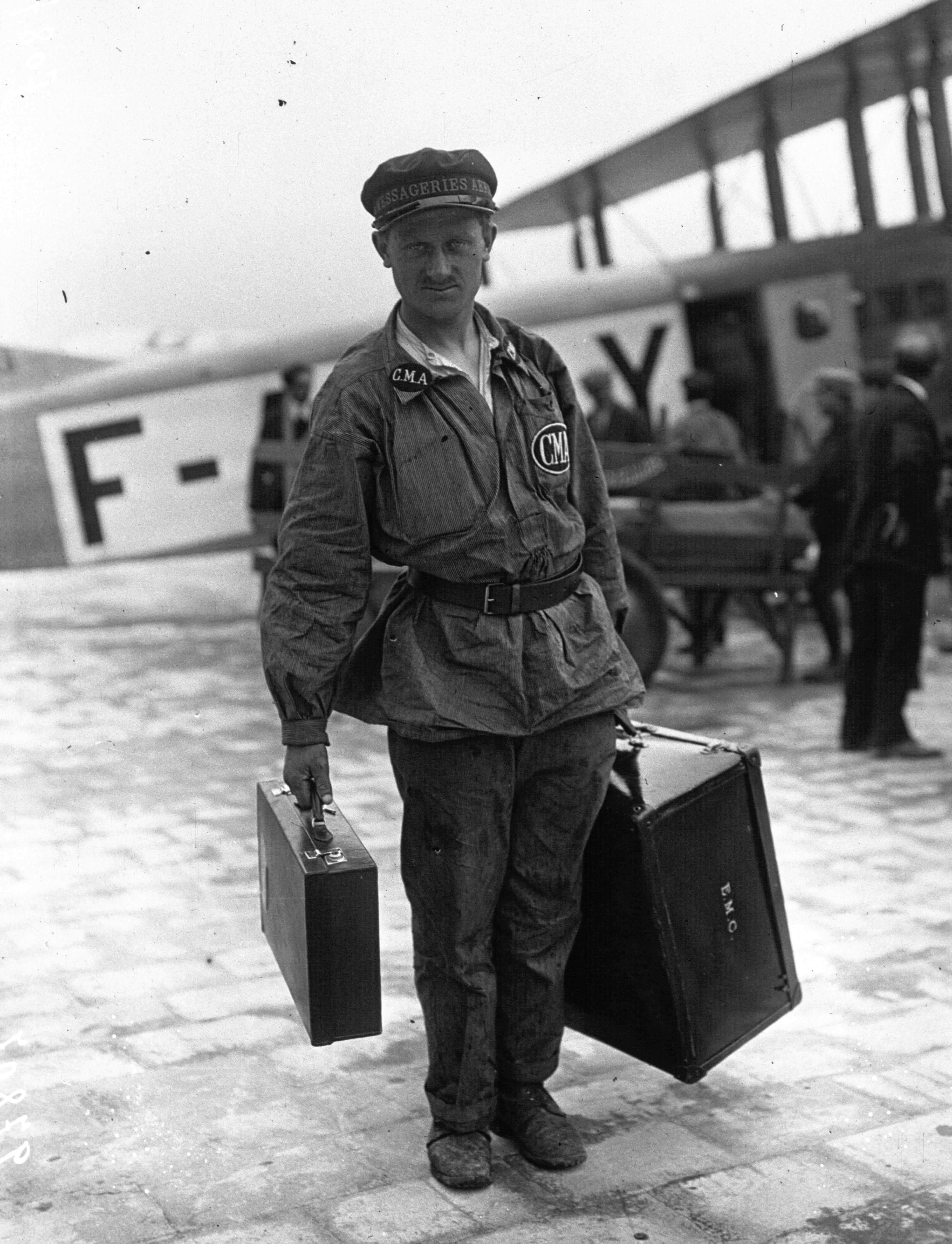
Un porteur de bagages revêtu de l'uniforme de la compagnie en 1922

Compagnie des messageries aériennes (CMA) est une compagnie aérienne française, fondée en février 1919 par Louis-Charles Breguet. Les autres fondateurs sont Louis Blériot, Louis Renault et René Caudron. La première voie commerciale, un service de fret et de courrier entre Paris et Lille, débuta le 18 avril 1919 à l'aide d'anciens avions militaires Breguet XIV. Le 19 septembre de la même année un service de transport international de voyageurs entre Paris et Londres a été lancé, en utilisant également des Breguet XIV.
La société a fusionné avec la Compagnie des grands express aériens pour former Air Union le 1er janvier 1923. Cette dernière sera à son tour fusionnée avec d'autres compagnies pour former Air France en 1933.

## Flotte
- Breguet XIV (2 passagers)
- Farman F.60 Goliath (12 passagers, 15 appareils)
- Blériot-SPAD S.27 (2 passagers, 10 appareils)
- Blériot-SPAD S.33 (5 passagers, 15 appareils)